# 桜井和市
桜井 和市（さくらい わいち、1902年（明治35年）7月11日 - 1986年（昭和61年）1月12日）は、日本のドイツ語学者。
明治35年7月11日長野県南佐久郡岸野村（現佐久市）生まれ。

## 略歴
1919年 旧制野沢中学（現長野県野沢北高等学校）卒業。
1922年（大正11年3月31日） 旧制松本高等学校文科乙類卒業。
1925年（大正14年3月31日） 東京帝国大学独文科卒業
1925年（大正14年9月30日）旧制静岡高等学校教授。
1937年 （昭和12年3月31日）文部省在外研究員として独逸語独逸文学及び語学教授法研究のためドイツ出張（昭和13年11月30日まで）
1939年（昭和14年4月1日） 学習院教授
1944年（昭和19年1月10日）学習院高等科独語科主任
1947年（昭和22年3月31日）組織変更により学習院は財団法人学習院となる学習院教授、学習院高等科長
1947年（昭和22年4月1日）日本独文学会理事（46年5月8日まで）
1947年（昭和22年10月7日）学習院理事（26年5月31日まで）
1949年（昭和24年3月31日）法の定めるところにより財団法人学習院は学校法人学習院となる
1951年（昭和26年6月1日）学習院評議員（45年8月31日まで）
1956年（昭和31年4月1日）学習院大学文学部独文学科主任（37年4月30日まで）
1957年（昭和32年7月12日）学習院理事（45年8月31日まで）
1959年（昭和34年4月1日）文部省大学基準等研究協議会委員（35年3月31日まで）
1963年（昭和38年4月1日）学習院大学文学部長（45年5月31日まで）
1964年（昭和39年5月1日）財団法人ドイツ語学文学振興会理事長（52年7月19日まで）
1965年（昭和40年3月22日）ゲーテ・インスティトゥート（西独）からゲーテ牌（銀）受賞
1968年（昭和43年6月23日）私立学校教職員共済組合運営審議会委員（45年6月22日まで）
1968年（昭和43年7月1日）文部省国立高等専門学校ドイツ語教員選考および高等専門学校教員資格認定委員（50年3月31日まで）
1970年（昭和45年9月1日）学習院長（理事長）（56年8月13日まで）
1972年（昭和47年4月1日）私立大学懇話会副会長（52年6月9日まで）
1972年（昭和47年10月1日）文部省私立大学審議会委員（53年10月31日まで）
1973年（昭和48年4月29日）叙勲二等授瑞宝章
1976年（昭和51年3月22日）ゲーテ・インスティトゥート（西独）からゲーテ牌（金）受賞
1977年（昭和52年5月20日）日本私学振興財団運営審議会委員（56年9月19日まで）
1977年（昭和52年6月10日）私立大学懇話会会長（56年9月15日まで）
1978年（昭和53年4月25日）ドイツ連邦共和国功労十字大勲章受賞
1981年（昭和56年8月14日）学習院顧問
1981年（昭和56年8月26日）学習院名誉院長
1986年（昭和61年1月12日）永眠　　享年83歳
1955年-1956年 NHKラジオドイツ語講座 講師。1963年 文学部長。1970年-1981年 学校法人学習院院長。

## 人物
教え子であった三島由紀夫は恩師の桜井和市について、「雷名轟く」とても怖い先生で、「いつも血色よろしく、声量ゆたか、小兵の体軀にエネルギーが充満して」いて、生徒たちからは、「桜」の音をドイツ語読みにした「ザク」という「いかにも軍靴で砂利を踏みにじつてゆくやうな音感」の渾名で呼ばれていたと語っている。
しかしその一面、膝を突き合わせて話すと、「妙に照れ性で、話題に乏しく、何とか軟らかい、非ドイツ語的な話題」を選んだのか、体を丈夫にする秘訣を教えられ、懐かしく思い出される先生だと述懐し、「今になつて思ふと、苦しさ辛さの記憶はうすらいで、少くとも文法だけは、桜井式恐怖的指導法で詰め込まれるのが、一等ためになるのではないかといふ意見を、私は持つてゐる」と三島は述べている。

## 著書

### 単著
- 独逸語話法の研究　大学書林　1934
- ドイツ広文典　第三書房　1950.
- 新ドイツ文典　三修社　1951.
- NHKドイツ語入門　日本放送出版協会　1954.
- ドイツ文法讀本—改訂増補第3版 編著　南江堂　1956.5.
- 独和重要語辞典　南江堂　1959.
- 分詞・不定詞・話法 岩崎英二郎共著　白水社　1959.　ドイツ語学文庫
- 初学者のための独和必修語辞典　南江堂,1961.
- たのしいドイツ語 会話・文法5週間 中島悠爾共著　開拓社,1969.

### 翻訳
- エルンスト短篇集　三修社,　1939.10.
- 幽霊部屋　パウル・エルンスト 弘文堂　1940.
- 見霊者　シラー選集. 第1巻　冨山房　1942.
- ラオコオン 絵画と詩歌の限界について　レッシング 生活社　1948
- 令嬢エルゼ　シュニツラー選集 第3巻　実業之日本社　1951　のち角川文庫
- 零八/一五　ハンス・キルスト 桜井正寅共訳　三笠書房　1955.
- 愛の人びと　ザツパー 三笠書房　1956　若草文庫
- 初恋　ルイーゼ・リンゼル 南江堂　1957.
- 金糸のヴェール　アルベルタ・ロメル 三笠書房　1959.
- 素朴文学と有情文学について　世界文学大系 シラー　筑摩書房　1959.
- 涙の学芸会　アルベルタ・ロメル 三笠書房　1959　若草文庫
- くるみわり人形 ホフマン　少年少女世界文学全集　講談社　1960
- ドイツ語学概論　オトー・ベハーゲル 共訳　白水社,1972.